# Particule (onomastique)
Pour les articles homonymes, voir Particule.
La particule est une préposition qui précède un nom de famille.
En français, elle peut prendre la forme simple « de », la forme élidée « d’ », être accompagnée d'un article « de La », éventuellement contracté en « du » ou « des ».
Elle existe également dans d'autres langues : « van » en néerlandais, « von » en allemand, « de », « da », « del », « dal » ou « della » en italien, ainsi que des formes équivalentes en espagnol et en portugais.
On trouve également dans certaines langues des noms à préfixe patronymique, notamment dans les langues celtiques : « Mac » ou « Mc » en écossais, « O » en irlandais.

## En France

### Familles
Bien que la particule dans un nom de famille d'origine française soit souvent associée à la noblesse française, celle-ci n'en est pas un gage. Certaines familles d'ancienne bourgeoisie en portent une sans appartenir au Second Ordre ; à l'inverse, certaines familles sont communément admises comme appartenant à la noblesse française mais ne portent pas de particule. Ce dernier cas concerne toutefois principalement les familles originaires de provinces récemment annexées, telles que les familles Abbatucci et Bonaparte (Corse), la famille Arminjon (Savoie) et les familles appartenant à la noblesse d'Empire telles que les familles Ameil et Bernadotte.
La particule dite « nobiliaire » a été adoptée sous l'Ancien Régime par de nombreuses familles nobles pour marquer généralement la propriété d'une seigneurie. De nombreuses familles d'ancienne bourgeoisie ont imité ce mouvement à partir du XVIIIe siècle, si bien qu'on trouve aujourd'hui une majorité de familles non nobles parmi les familles françaises portant un nom à particule. Dans les deux cas, ces familles portent généralement leur nom patronymique d'origine en première position, suivi du ou des noms de terre précédés d'une particule.

### Règles d’usage

#### Nom précédé d’un prénom, titre ou fonction
La particule est toujours présente lorsque le nom est précédé d’un prénom, d’un titre ou dénomination (monsieur, madame, marquis, abbé, etc.), d’une fonction ou grade (juge, notaire, romancier, connétable, capitaine, général, etc.), et dans ce cas le « d » initial s'écrit toujours en minuscule :
- Alfred de Musset, Jean de La Fontaine
- Le marquis de Sade
- Madame de Sévigné
- Le procureur de Montgolfier
- Le général de Lattre de Tassigny
- Bertrand du Guesclin
- Guy des Cars
- Gérard d'Aboville
- Le chevalier d’Artagnan

#### Nom employé seul (sans prénom, titre ni fonction)
Sauf dans les exceptions mentionnées plus bas, lorsque le nom est employé sans prénom, titre ni fonction, le « de » est élidé :
- La Fontaine
- Richelieu
- Montherlant

De même, lorsqu'on désigne plusieurs personnes, le « de » disparaît : 
- Les Montherlant (et non « les de Montherlant »)

Mais « d’ », « du » et « des » sont toujours maintenus avant le nom (voir ci-après le cas de la majuscule à l'initiale) :
- du Guesclin
- des Cars
- d’Alembert
- d’Hozier

### Exceptions et irrégularités
On conserve ordinairement la particule « de » pour les noms d'une seule syllabe sonore (où l'éventuel « e » final est muet) :
- de Gaulle
- de Thou
- de Sèze
- de Lattre
- de Moivre[a]

Il existe des exceptions d'usage,, qui veulent qu'on omette néanmoins le « de » pour Sade, Maistre, Retz, Broglie, et quelques autres. Ces irrégularités d'usage sur les noms monosyllabiques tendent aujourd'hui à s'étendre.

### Majuscule ou minuscule?
Selon la règle générale, les particules françaises s'écrivent avec un « d » initial en minuscule (voir supra).
Par exception, si elle est précédée de la préposition « de », la particule peut prendre une majuscule initiale afin de distinguer visuellement les deux « de » qui sont contigus,,, comme dans le second exemple ci-dessous (qui reste optionnel) :
- Les mémoires de Raymond de Sèze
- Les mémoires de De Sèze

Les particules « du » et « des » prennent une majuscule dans l'usage administratif  quand elles ne sont pas précédées d'un prénom, titre ou fonction, comme dans le 3e cas de chaque exemple (colonne) ci-dessous  :
1. Un roman de Guy des Cars ;
2. Le romancier des Cars ;
3. Une production Des Cars ;
4. Les ruses de Bertrand du Guesclin ;
5. Le connétable du Guesclin ;
6. Le rusé Du Guesclin ;
7. L'excellent Joachim du Bellay ;
8. Le poète du Bellay ;
9. Le style Du Bellay.

Cependant, dans l'usage nobiliaire, les particules « du » et « des » conservent une minuscule dans les cas exposés ci-dessus.
La particule attachée au nom prend toujours une majuscule en tête de phrase, comme tout autre mot (règle orthotypographique générale) :
- D'Ornano a bien servi l'Empereur.
- Du Guesclin a vaincu les Anglais.

### Indexation
Les particules françaises « de » et « d' » ne sont normalement pas prises en compte dans les classements alphabétiques, du moins quand les programmes informatiques sont correctement écrits : de Sèze sera classé sous « S » plutôt que sous « D », de même que d'Alembert sera classé sous « A » plutôt que sous « D », conformément à la norme AFNOR NF Z44-001.
Pour les particules « du » et « des », l'usage est fluctuant. Les index administratifs classent souvent les noms à particule « du » ou « des » à « Du » ou à « Des » (« Joachim du Bellay » est ainsi placé à la lettre « D », et non à « B »). En revanche, les index nobiliaires ou mondains modernes classent tous les noms à la première initiale suivant la particule (« Joachim du Bellay » est placé à la lettre « B », et non à « D »).

### Noms à article séparé
Pour les noms propres qui comportent un article initial séparé du nom par une espace, tels « La » pour « La Fontaine », contrairement à l’usage du XVIIe siècle, la majuscule est en France de règle à l'initiale de l'article :
- Cavelier de La Salle ;
- Jean de La Bruyère ;
- le chevalier de La Barre ;
- le marquis de La Fayette.

Dans les classements alphabétiques modernes, ces noms sont rangés à « La », « Le », « Les ».

### Noms de plume, noms d'artiste
Au XIXe siècle, certains artistes ou écrivains ont ajouté un « de » pseudo-nobiliaire à leur nom :
- Honoré Balzac → Honoré de Balzac ;
- Gérard Labrunie → Gérard de Nerval.

## La particule en Belgique et aux Pays-Bas
Dans les Pays-Bas autrichiens, puis en Belgique, la noblesse a été, dans certains cas, concédée « avec adjonction de la particule ». Cette dernière est également parfois attribuée postérieurement à l’anoblissement. On peut aussi lire « octroi de la particule », « autorisation de faire précéder son nom de la particule » ou encore « permission de porter la particule », etc.
On trouve en concurrence, en Belgique, des noms néerlandais et des noms français. Les noms néerlandais débutant par « De » (article qui signifie « le » en français) prennent la majuscule (Félix De Boeck), tandis que les noms français commençant par la préposition « de » et désignant des familles de la noblesse ne la prennent pas (Xavier de Merode). Cependant, les familles nobles belges portant un nom néerlandais assorti à l'origine de l'article De ont presque toujours adopté à l'état-civil la minuscule d'une particule française.
En néerlandais, la particule correspondant à la préposition « de » français est « van ». Les particules d'origine néerlandaise s'écrivent avec une minuscule aux Pays-Bas (Wim van Est), alors qu'en Belgique, elles s'écrivent avec une majuscule, sauf pour les noms de famille de la noblesse.
Les particules écrites avec une majuscule sont considérées comme partie intégrante du nom pour le classement alphabétique en Belgique (« Lucien Van Impe » est classé à la lettre « V »), alors que le classement alphabétique des noms dont la particule s'écrit avec une minuscule s’effectue, comme aux Pays-Bas, sur le premier élément qui porte une majuscule (« Wim van Est » est classé à la lettre « E » et « van der Burch » est classé à la lettre « B »).

## Les particules étrangères en France

### Majuscule
En France, les particules étrangères gardent la majuscule initiale lorsque c'est l'usage dans leur langue d'origine :
- en italien : D', Da, Dall', De, Degli, Dei, Del, Dell', Della, Di, Lo[6] ; Gabriele D'Annunzio, Enrico De Nicola.
Pour les personnages historiques, antérieurs au XIXe siècle[d], l'usage est normalement d'employer une minuscule, comme dans le cas de Léonard de Vinci (où Vinci est le village d'origine). En italien, on écrit Leonardo da Vinci et Massimo d'Azeglio (où Azeglio est le fief de la famille, le nom complet étant Massimo Taparelli d'Azeglio, mais il n'est connu que par le fief, selon l'usage piémontais).

### Minuscule
En France, les particules étrangères s'écrivent avec une minuscule initiale lorsque c'est l'usage dans leur langue d'origine :
- en afrikaans : les particules sont surtout d’origines française, flamande ou allemande : Stephanus Jacobus du Toit, Daniel Johann van der Post, Johannes Christiaan de Wet, Sebastiaan H. von Solms[8],[e] ;
- en allemand : am, an, auf, auf der, aus der, im, von, von der, von und zu, zu, zum et zur : Erich von Stroheim, Ernst vom Rath, Bernhard zur Lippe-Biesterfeld[8],[f] ;
- en néerlandais des Pays-Bas : de, den, op de, op den, t’, ‘t, ten, ter, te, van, vanden, van den, vander, van der (mots désignés sous le nom commun de tussenvoegsel) : Frank de Boer, Rembrandt van Rijn, Éverard t'Serclaes, Gerard 't Hooft, Corrie ten Boom, Hendrick ter Brugghen[8].
- en scandinave : af, av, von : Barbro Hiort af Ornäs[8] ;
- en espagnol : de, del, de la, de los, de las, y : María de las Mercedes de Borbón[8],[g] ;
- en portugais : a, da, das, de, do, dos : Sérgio Cláudio dos Santos[8] ;
- en anglais : of, de : d'Arcy.

### Hésitations
Malgré les règles énoncées ci-dessus, l'usage français est souvent hésitant :
- « Manuel Dos Santos » (nom d'origine portugaise) ;
- « Jean-Michel Di Falco » (nom d'origine italienne), parfois écrit « di Falco » bien que l'usage en italien moderne soit d'écrire les particules avec une majuscule, comme mentionné ci-dessus.

Si la forme d'une particule étrangère coïncide avec une forme française, l'usage français de la minuscule tend à s'appliquer, en contradiction avec la règle générale :
- d'Ettore (nom d'origine italienne) ;
- de Clerck, de Conynck (noms d'origine belge).

## Les particules ou leurs équivalents dans les langues étrangères

### Anglais
En anglais, il n'y a pas de particule proprement dite, mais la préposition « of » avec une minuscule initiale peut introduire un nom de fief dans les titres nobiliaires. Ces titres ne font cependant pas partie du nom de famille et sont généralement traduits en français : « William, Prince of Wales » ou « William, prince de Galles ». Cependant, de nombreuses familles aux origines normandes conservent une particule française : « the barons d'Arcy de Knayth », etc., parfois avec majuscule initiale.
Lorsqu'un nom d'origine étrangère porté par un citoyen des États-Unis comprend ce qui était une particule ou un élément apparenté dans la langue d'origine, cet élément s'écrit presque toujours avec une majuscule et très souvent (mais pas toujours) en un seul mot avec ce qui suit : A, De, De La, La, Dos, Mac, Mc, O’. Dans ce cas, le second élément garde la majuscule (devenue intercalée) bien que ne formant qu'un seul mot ; il y a donc une majuscule à l'intérieur d'un mot comme en camel case : Cecil B. DeMille, Shia LaBeouf, Douglas MacArthur, William McKinley, Betsy DeVos, Ron DeSantis ; un exemple parmi les exceptions : John Dos Passos.

### Hongrois
En hongrois, il n'y a pas de particule nobiliaire ; cependant des noms de fiefs, dont certains sont devenus des noms de famille, sont formés en transformant le nom en adjectif par l'ajout du suffixe -i (souvent remplacé par -y dans les noms les plus anciens) : « nagybányai Horthy Miklós » (l'adjectif dérivé du nom de fief, sans majuscule initiale, s'écrit en premier, le nom de famille ensuite et le prénom enfin, selon l'usage hongrois). De tels adjectifs sont généralement « traduits » dans les langues occidentales. En français, on écrit ce nom « Miklós Horthy de Nagybánya », de même qu'en allemand on écrit « Miklós Horthy von Nagybánya ». Ceci explique la forme de noms aujourd'hui français tels que « Nicolas Sarkozy de Nagy-Bocsa » ou allemands tels que « Christoph von Dohnányi ».

### Langues slaves

#### Slovène
En slovène, le suffixe -ski/-ska traduit la particule lorsqu'il est accolé à un nom toponymique ou à une seigneurie comme Herman de Celje « Herman Celjski ». Les noms à particule étrangers sont d'ailleurs traduits de la même façon, ainsi, entre autres, Catherine de Médicis est traduit « Katarina Medičejska », Philippe d'Orléans « Filip Orleanski », Philippe de Macédoine « Filip Makedonski », etc.